# Bergweg
Ein Bergweg ist ein angelegter Fuß- oder Wanderweg, um die Begehung in schwierigem Gelände möglichst leicht, ungefährlich und sicher zu machen. Der Wegverlauf ist oft schmal und steil, aber meist gut zu erkennen und markiert. Das Gelände weist zum Teil exponierte Stellen auf. Die Absturzgefahr kann daher nicht ausgeschlossen werden (weglose Schrofen).
Historisch waren Bergwege zu Fuß begehbare Wirtschaftswege, die vor allem der lokalen Berglandwirtschaft dienten. Saumwege, die dem überregionalen Handel dienten, waren erheblich besser ausgebaut. Mit dem Aufkommen von Alpen- und Gebirgsvereinen im 19. Jahrhundert wurde dieses Wegenetz touristisch ausgebaut und erweitert. Andererseits zerfielen viele Wege wegen Wirtschaftsverlagerung beziehungsweise -aufgabe.
Die als Berg(wander)wege ausgezeichneten Wege erfüllen heute einen gesetzlich festgeschriebenen Mindeststandard an Ausbau. Ausgesetzte Stellen können mit Seilen oder Ketten gesichert sein. Die übliche Markierung ist rot-weiß-rot, in der Schweiz weiß-rot-weiß.
Das Begehen erfordert häufig Trittsicherheit, elementares Orientierungsvermögen, gute körperliche Verfassung und die Fähigkeit, Gefahren im Gebirge einzuschätzen. Zur Ausrüstung gehört eine wetterfeste Bekleidung und Schuhe mit griffigen Sohlen. Bergwanderweg bezeichnet in der Schweiz die mittlere Wegklasse, nach der die Wanderwege kategorisiert werden. Man findet diese Kategorie vor allem ab einer Höhe von 1500 m.

Schweizer Bergwege
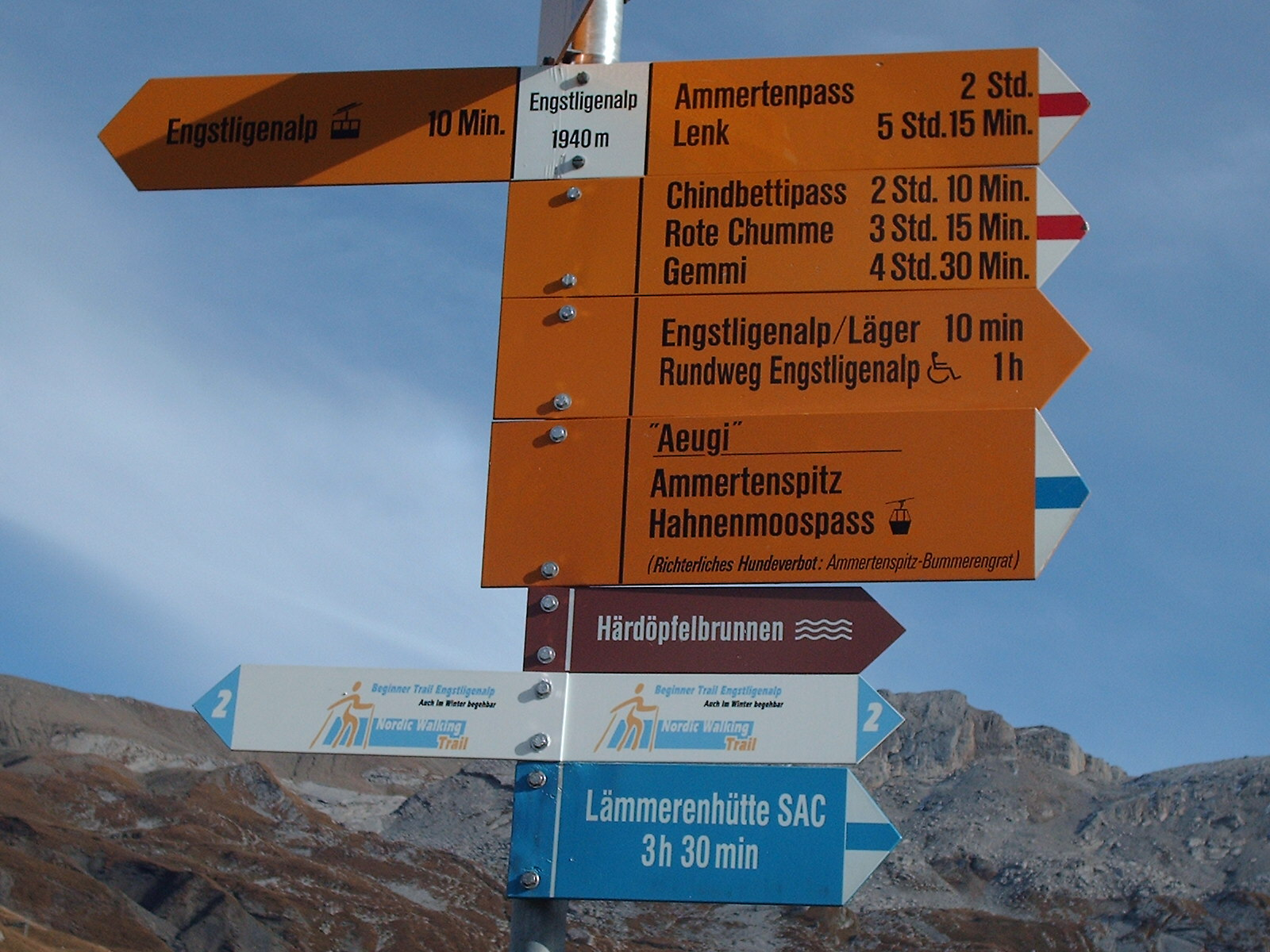
Wanderweg gelb Bergweg weiß-rot-weiß Alpine Route weiß-blau-weiß
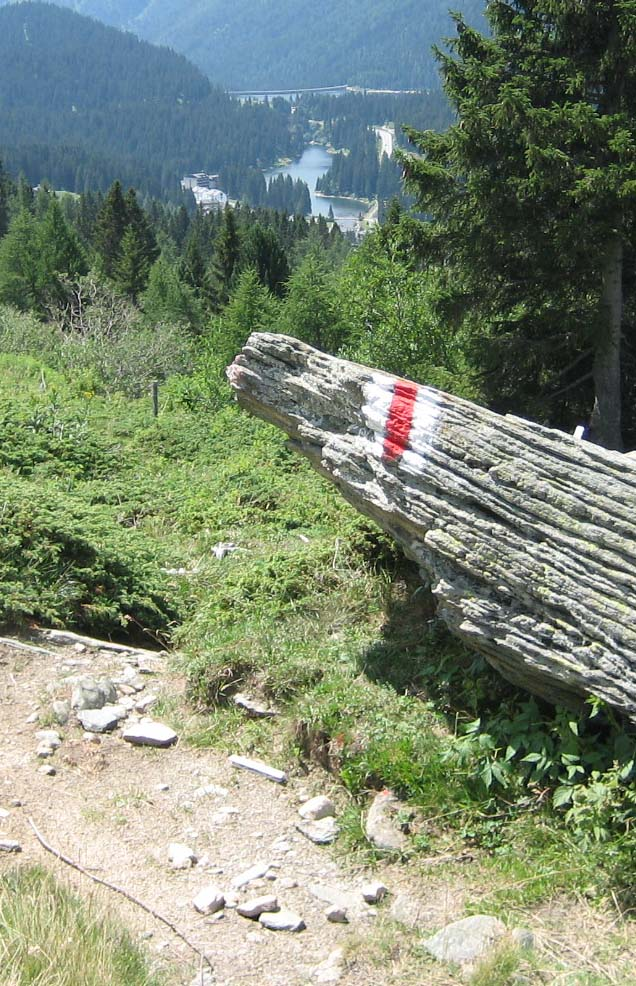
Bergwanderweg bei San Bernardino auf der Skala T2/T3

## Verwandte Themen
- Die SAC-Wanderskala dient der Bewertung von Bergwanderwegen.
- Alpine Routen sind markiert und teilweise mit Sicherungshaken ausgestattet, jedoch ohne angelegte Wege.